# Lichtensteig
Lichtensteig – miasto i gmina we wschodniej Szwajcarii, w kantonie St. Gallen, w okręgu Toggenburg.

## Demografia
W Lichtensteigu mieszka 1 960 osób. W 2021 roku 21,5% populacji gminy stanowiły osoby urodzone poza Szwajcarią. 

## Współpraca
Miejscowość partnerska:
- Adelberg, Niemcy

## Transport
Przez teren miasta przebiega droga główna nr 8.